# Babina gracilis
Babina gracilis är en stekelart som beskrevs av Boucek 1993. Babina gracilis ingår i släktet Babina och familjen puppglanssteklar. Inga underarter finns listade.